# Finite-Punkte-Methode
Die Finite-Punkte-Methode (FPM) (auch Finite-Punkte-Verfahren, Diffuse-Elemente-Methode, Finite Point Model oder Finite-Pointset-Method genannt) ist ein numerisches Berechnungsverfahren, das aus der Finite-Elemente-Methode (FEM) abgeleitet ist und im Unterschied zu dieser keine Elemente benötigt, sondern allein mit Punkten auskommt.
Das Lösungsgebiet wird elementfrei und nur mit finiten Punkten diskretisiert. Die gesuchte Lösungsfunktion wird in der Umgebung der finiten Punkte (Knoten) definiert und durch Polynome zwischen den benachbarten Punkten interpoliert. Üblicherweise wird wie bei der FEM das Galerkin-Verfahren zur Minimierung des gewichteten Fehlers verwendet. Der entscheidende Vorteil der FPM besteht darin, dass kein FE-Gitter notwendig ist, also auch keine Netzgenerierung und -adaption mit den damit verbundenen Problemen (zum Beispiel Netzverzerrung). Auch die Unstetigkeit der Näherungslösung an den Elementgrenzen entfällt.
Bei Änderungen können Punkte leichter hinzugefügt oder gelöscht werden als Elemente, die neu vernetzt und nummeriert werden müssten. Allerdings werden bei verschiedenen Varianten der FPM doch im Hintergrund Elementstrukturen verwendet.
Die FP-Methode kam in den 1990er Jahren auf. Wurde die Methode anfangs im Wesentlichen für stationäre Probleme angewandt, speziell in der Festkörpermechanik und bei der Simulation von Strömungen in offenen Gerinnen mit freier Oberfläche, so lässt sich heute eine breite Palette von Anwendungen auch im transienten Bereich der Strömungsmechanik finden. Die Methode wird in der kommerziellen Software Nogrid points genutzt.